# Braunfelsia
Braunfelsia là một chi rêu trong họ Dicranaceae.